# Українська школа в польській літературі
Українська школа в польській літературі — термін, вжитий уперше 1837 року польським письменником А.Тишинським і поширений пізніше також в українському літературознавстві на означення групи польськомовних поетів і письменників доби романтизму, які в своїй творчості зверталися до української історичної тематики, описів побуту і природи, фольклору тощо.
До цієї групи зараховують:
- Тимка Падуру, що писав українською мовою («Ukrainky»);
- Антонія Мальчевського («Maria»);
- Северина Гощинського, автора поеми про гайдамацьке повстання «Zamek Kaniowski», визнаного за найтиповішого представника цієї школи;
- Богдана Залеського («Dumka hetmana Kosińskiego», «Dumka Mazepy», збірка поезій «Duch od stepu», «Tarasowa mohyła» тощо);
- Юліуша Словацького (у романтичному насвітленні леґенда про юнацькі любовні пригоди майбутнього гетьмана України в поемі «Mazepa», картини української природи й побуту в поемах «Beniowski», «Sen srebrny Salomei»);
- Вінцента Поля (географічний та етнографічний опис українських земель як частини Речі Посполитої в «Pieśń o ziemi naszej»);
- Міхала Чайковського (повісті з українського життя: про козака-віщуна, який передрікає занепад Польщі, — «Wernyhora», про Івана Виговського — «Hetman Ukrainy»);
- Mіхала Ґрабовського, приятеля П.Куліша й співробітника «Записок о Южной Руси», автора повістей з українського життя («Koliszczyzna і stepy», «Stanica hulajpolska», «Zamieć w stepach»);
- Юзефа Коженьовського (драма «Karpaccy górale»);
- Юзефа Ігнація Крашевського (українські мотиви в повістях: «Chata za wsią», «Ostap Bodnarczuk», «Ulana», «Jaryna»);
- Чеслава Неймана.

Традиції української школи тривали й далі в творчості багатьох польськомовних письменників (Станіслав Вінценз, Єжи Єнджеєвич, Юзеф Лободовський тощо).